# The Rules of Hell
| Recensione | Giudizio |
| ---------- | -------- |
| AllMusic   |          |

The Rules of Hell è un cofanetto che raccoglie i quattro album della band heavy metal Black Sabbath con Ronnie James Dio alla voce. Il box è 
stato pubblicato il 22 luglio 2008 con la Rhino Records.
Gli album inclusi nel set sono:
- 1980 Heaven and Hell,
- 1981 Mob Rules,
- 1982 Live Evil (2 CD),
- 1992 Dehumanizer.

Il cofanetto non comprende i tre brani inediti dalla compilation Black Sabbath: The Dio Years, né l'album Live  from Radio City Music Hall degli Heaven & Hell.
Pare che questa sia la prima pubblicazione che comprenda la versione integrale su CD dell'album Live Evil. Precedentemente il live (doppio nella sua originaria forma su vinile) era sempre stato ristampato in formato CD concentrato su un solo disco, con delle defezioni e riduzioni dovute alla maggior durata del live album in questione rispetto agli 80 minuti massimi di un CD Audio.

## Tracce CD Extra
Una versione speciale di questo cofanetto è stata venduta dalla Best Buy per un tempo limitato e in esclusiva. Questa edizione include un CD extra contenente cinque brani dal vivo pubblicati già in precedenza:
1. Neon Knights
2. The Mob Rules
3. Children of the Grave
4. Voodoo
5. Country Girl